# .dj
.dj е интернет домейн от първо ниво за Джибути. Администрира се от STID. Представен е през 1996 г.